# Alfred Gmelin
Alfred Wilhelm Gmelin (* 2. September 1878 in Müllheim (Baden); † 3. Februar 1965 in Coburg) war ein deutscher Bankmanager.

## Werdegang
Gmelin war Direktor der Vereinsbank in Coburg. Nachdem das Bankhaus Mitte November 1929 wegen Unregelmäßigkeiten in finanzielle Instabilität gekommen war, gelang ihm die Sanierung der Bank und die Fusion zur Coburger Bank.
Er war Ehrenpräsident der Industrie- und Handelskammer Coburg und stellte sich als Handelsrichter zur Verfügung.

## Ehrungen
- Dezember 1913: Rote-Kreuz-Medaille (Bulgarien)
- 1952: Verdienstkreuz am Bande der Bundesrepublik Deutschland